# Bondsraad (Oostenrijk)

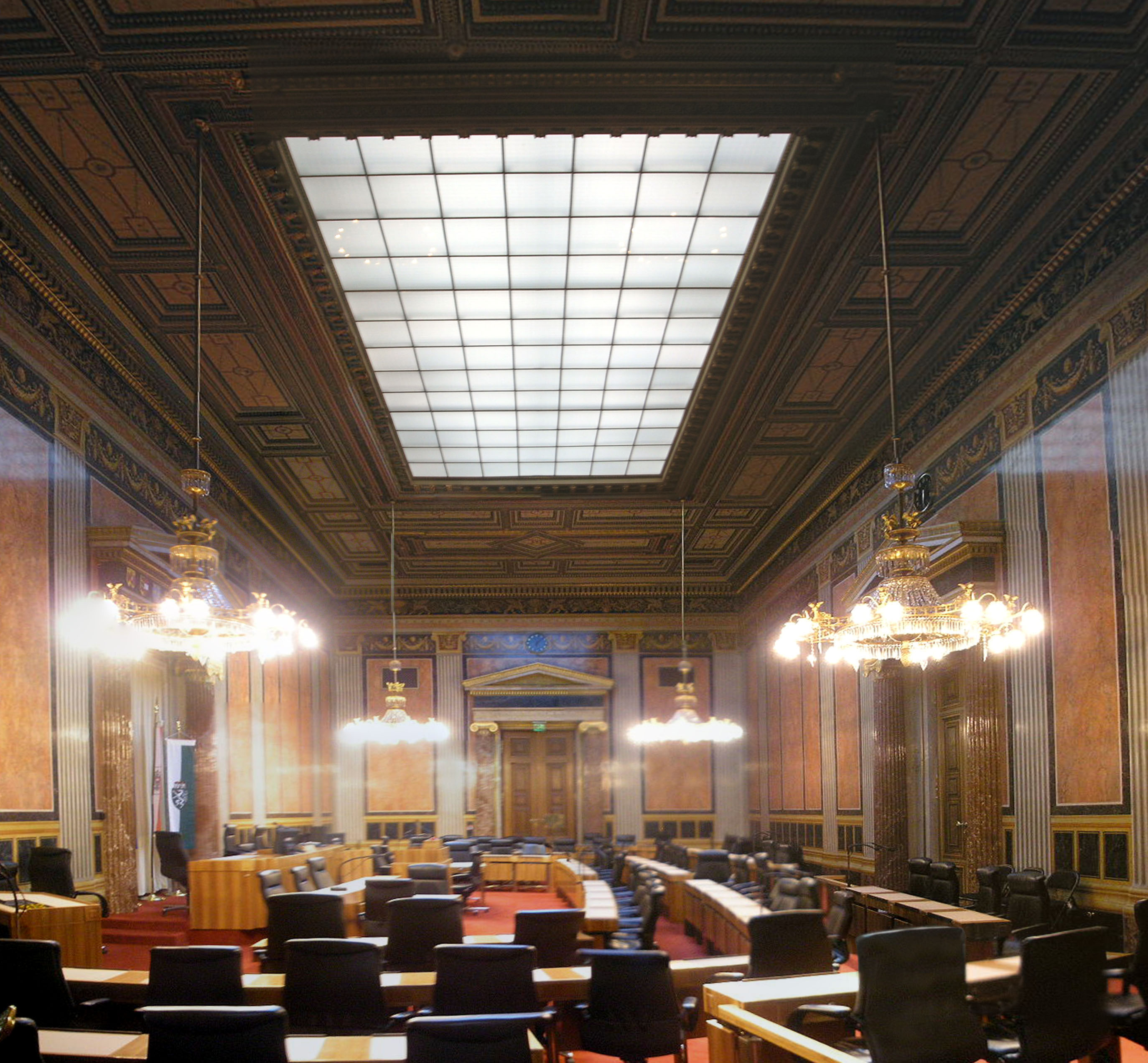
Zittingszaal van de Bondsraad

De Bondsraad (Duits: Bundesrat) is het hogerhuis van het uit twee kamers bestaande Oostenrijkse parlement (Österreichisches Parliament). Het lagerhuis is de Nationale Raad (Nationalrat).

## Samenstelling en taken
De Bondsraad bestaat uit 62 leden. Wanneer er in een van de bondslanden van Oostenrijk (Bundesland) verkiezingen plaatsvinden, kiest de nieuw gekozen Landdag (Landestag) afgevaardigden voor de Bondsraad. Omdat ieder Bondsland op een andere datum deelstaatverkiezingen houdt, wisselt de samenstelling van de Bondsraad voortdurend.
Erg veel invloed heeft de Bondsraad niet. Het bezit weliswaar vetorecht op de door de Nationale Raad (Nationalrat) aangenomen wetten, maar dit is slechts een suspensief veto (uitstellend veto). Het laten gelden van een suspensief veto leidt alleen tot vertraging: een wetsvoorstel wordt teruggestuurd naar de Nationale Raad, die het dan definitief kan aannemen. In een aantal gevallen bezit de Bondsraad echter wel een beslissend vetorecht:
- Constitutionele wetten en regelgeving die de bevoegdheden van de bondslanden inperken
- Wetten met betrekking tot de rechten van de Bondsraad zelf
- Verdragen met betrekking tot de jurisdictie van de bondslanden

Een gezamenlijke sessie van de Bondsraad en de Nationale Raad is een Bondsvergadering (Bundesversammlung).

## Voorzitter van de Bondsraad
De voorzitter van de Bondsraad is de Bondsraadpresident (Bundesratspräsident). Het voorzitterschap is roulerend. Ieder half jaar is er een nieuwe voorzitter, zo kan ieder bondsland de voorzitter leveren.

## Zetelverdeling
| Partij | zetels |
| ------ | ------ |
| ÖVP    | 23     |
| SPÖ    | 20     |
| FPÖ    | 14     |
| Grüne  | 4      |

- Vetgedrukt zijn de zetelaantallen van de regeringscoalitie.

### Zetels naarBondsland
| Bondsland        | zetels |
| ---------------- | ------ |
| Burgenland       | 3      |
| Karinthië        | 4      |
| Neder-Oostenrijk | 12     |
| Opper-Oostenrijk | 11     |
| Salzburg         | 4      |
| Stiermarken      | 9      |
| Tirol            | 5      |
| Vorarlberg       | 3      |
| Wenen            | 11     |
| Totaal           | 62     |